# Chatswood
Chatswood è un sobborgo della città di Sydney in Australia. Situato a circa 10 chilometri nord del CBD di Sydney è un importante polo commerciale e residenziale.